# Listen Up!
«Listen Up!» —en español: «¡Escucha!»— es un sencillo de la banda estadounidense de indie rock Gossip, lanzado en 2006, incluido en el tercer álbum de estudio de la banda, Standing in the Way of Control.
Fue relanzada una nueva versión en el 2007 con la producción de Trevor Jackson, y logró alcanzar el puesto #39 en las listas del Reino Unido.

## Video musical
Esta canción, cuenta con dos versiones de este video musical. La versión original, fue dirigida por Morgen Dye, en el que se la ve a Beth Ditto comiendo pizza, como respuesta a las burlas respecto a su peso, y a varios jóvenes bailando sobre la pista. En la versión del 2007, considerado como Radio Edit, una transexual y un hombre caminan durante el día por la ciudad de Portland, Oregon, y más tarde, en la noche cruzan miradas en un club y comienzan a bailar juntos, con la banda actuando de fondo. Esta versión fue dirigida por Whitey McConnaughy.

## Lista de canciones
Reino Unido – Vinilo de 7"
1. «Listen Up!» (Versión del álbum) – 4:20
2. «Are U That Somebody» (cover de Aaliyah) – 3:10

  – 7" picture disc
1. «Listen Up!» (2007 Version) – 4:10
2. «Are U That Somebody» (Live At The Astoria) – 4:08

 Reino Unido – Maxisencillo (Remixes 2007)
1. «Listen Up!» (2007 Radio Edit) – 3:30
2. «Listen Up!» (Black Ghosts Remix) – 4:26
3. «Listen Up!» (Punks Jump Up Remix) – 5:12
4. «Listen Up!» (MSTRKRFT Remix) – 6:53
5. «Listen Up»! (Tronik Youth Remix) – 7:19
6. «Listen Up!» (A Touch Of Class Remix) – 8:55
7. «Listen Up!» (Arthur Baker's RTNY Mix) – 7:09
8. «Listen Up!» (JD Twitch's Optimo Remix) – 5:23
9. «Listen Up!» (2007 Álbum Versión) – 4:14

## Posicionamiento en listas
| Listas (2007)                  | Mejor posición |
| ------------------------------ | -------------- |
| Reino Unido (UK Singles Chart) | 39             |
| Irlanda (IRMA)                 | 64             |